# Zaqatala PFK
Zaqatala PFK (ázerbájdžánsky: Zaqatala Peşəkar Futbol Klubu) je ázerbájdžánský fotbalový klub sídlící ve městě Zaqatala. Klub byl založen v roce 2010.
Své domácí zápasy odehrává na stadionu Zaqatala şəhər stadionu s kapacitou 3 500 diváků.

## Umístění v jednotlivých sezonách
Zdroj: 
Legenda: Z – zápasy, V – výhry, R – remízy, P – porážky, VG – vstřelené góly, OG – obdržené góly, +/- – rozdíl skóre, B – body, červené podbarvení – sestup, zelené podbarvení – postup, fialové podbarvení – reorganizace, změna skupiny či soutěže
| Ázerbájdžán (2015 – ) |                   |        |    |   |   |   |    |    |     |    |        |
| Sezóny                | Liga              | Úroveň | Z  | V | R | P | VG | OG | +/- | B  | Pozice |
| 2015/16               | Birinci Divizionu | 2      | 26 | 9 | 9 | 8 | 47 | 36 | +11 | 36 | 6.     |
| 2016/17               | Birinci Divizionu | 2      | 26 |   |   |   |    |    |     |    |        |